# André Schleemann
André Schleemann (* 1967/1968) ist ein deutscher American-Football-Trainer.

## Laufbahn
Von 1988 bis 1997 spielte der 1,86 Meter große Schleemann auf der Position des Linebackers für die Kiel Baltic Hurricanes. Danach wurde er Mitglied des Kieler Trainerstabs. Im Laufe der 2002er Erstliga-Saison sprang er zweimal kommissarisch als Cheftrainer der Fördestädter ein. 2005 wurde der zuvor als Verteidigungskoordinator arbeitende Schleemann Cheftrainer der Kieler Mannschaft und führte diese auf den ersten Rang der 2. Liga Nord, in der Relegation verlor man jedoch gegen Düsseldorf. In der 2006er Saison gelang Schleemann mit Kiel die Rückkehr in die GFL. Anschließend war Schleemann 2007 in der höchsten deutschen Spielstaffel unter Cheftrainer Kent Anderson für die Koordinierung der Verteidigungsarbeit der Hurricanes zuständig.
2012 gewann er in der Funktion des Verteidigungskoordinators mit den Lübeck Seals den Meistertitel in der Regionalliga Nord. 2014 führte Schleemann die Hamburg Huskies als Cheftrainer zum GFL-Aufstieg und in der 2015er Saison als Erstliga-Neuling ins Viertelfinale.
In der Saison 2016 setzte er aus, mit Beginn des Spieljahres 2017 übernahm der hauptberuflich beim Bauamt der Gemeinde Molfsee tätige Schleemann das Cheftraineramt beim Zweitligisten Lübeck Cougars und blieb dort ein Jahr, in dem der Klassenerhalt erreicht wurde. Im April 2018 wurde er bei der niederländischen Nationalmannschaft Verteidigungskoordinator.